# 憲節皇后
憲節皇后（けんせつこうごう）は、南宋の高宗の最初の正室。皇后に遙封（不在のまま冊立すること）された。姓は邢、諱は秉懿（ひょうい）。

## 生涯
開封府祥符県の人。正五品儀曹の邢煥と妻の熊氏の娘。康王趙構（後の高宗）にとつぎ、嘉国夫人に封ぜられた。
靖康の変後、金に連行され、金軍に凌辱を受け、途中で流産した。建炎元年（金の天会5年、1127年）、高宗は南宋を建てて皇帝に即位し、金に抑留されたままの邢氏を、皇后に封じた。金に到着後の同年6月7日、高宗に屈辱を与えるため、高宗の生母の賢妃韋氏（顕仁皇后）、高宗の側室（姜酔媚・田春羅）、高宗の娘（趙仏佑・趙神佑など）と共に、洗衣院に落とされた。天会9年（1131年）、男子を1人産んだ。
南宋の紹興5年・金の天会13年（1135年）、邢秉懿は洗衣院から解放された。紹興9年・金の天眷2年（1139年）、金で死去した。紹興12年・金の皇統2年（1142年）、賢妃韋氏が南宋で高宗と再会した際に、死去の事実が伝えられた。諡は初め「懿節」であった。孝宗のときに「憲節」へ改諡された。
邢秉懿の死が明らかになった翌年の紹興13年（1143年）、側室のうちから呉氏（憲聖慈烈皇后）が新たに皇后に立てられた。

## 高宗の皇后遙封を巡って
『宋史』憲節皇后伝に記された、高宗の邢秉懿に対する「16年不娶」の愛の誓いは潤色が加えられている。高宗は自分の帝位が動揺すると考えて父帝と兄帝の帰国は婉曲に拒んだが、邢秉懿に関しては積極的であったという。しかし『宋史』潘賢妃伝によると、高宗は側女の潘氏（元懿太子趙旉の母）を皇后に立てようとも考えた。また、高宗が逃走中に金軍の襲撃を受けた際のショックで性的不能になったり、あるいはペドフィリアとの噂も立った。邢秉懿に対する夫婦愛の顕示は、それらに対するカムフラージュの可能性もある。
邢秉懿本人に関しては、以下の逸話がある。
- 曹勛[7]が金から南宋へ逃亡した際、邢秉懿は耳輪の片方を託し、「耳輪のように夫婦相和すことを願います」と言づてした。

## 伝記資料
- 『靖康稗史箋證』
- 『宋史』
- 『宋会要輯稿』